# Harmonic Drive SE
Die Harmonic Drive SE mit Sitz in Limburg-Offheim in Mittelhessen ist ein Unternehmen zur Entwicklung, Produktion und Vertrieb von Harmonic-Drive-Getriebe-Einbausätzen, Getriebeboxen, Planetengetrieben, Servoantrieben, -motoren und Servoreglern sowie Sonderantriebe. Des Weiteren erbringt die Aktiengesellschaft Dienstleistungen in diesen Bereichen.

## Geschichte
Die von dem Unternehmen gefertigten Harmonic-Drive-Getriebe wurden 1955 von Clarence Walton Musser im Auftrag der NASA entwickelt.
Das Unternehmen wurde als Harmonic Drive System GmbH in Langen 1970 gegründet. Im Jahr 1988 erfolgte die Verlegung der Firma nach Limburg an der Lahn, da das bisherige Betriebsgelände den Anforderungen nicht mehr gewachsen war. Die Umbenennung des Unternehmens in Harmonic Drive Antriebstechnik GmbH erfolgte im Jahr 1994. 1998 erfolgten Investitionen in CNC-Werkzeugmaschinen, Spezialwerkzeuge, Prüfmaschinen und Prüfmittel für die Entwicklung und Fertigung von Harmonic Drive Getrieben am Standort Limburg. Neben kompletten Antriebssystemen und kundenspezifischen Systemlösungen konnten fortan  Getriebe und Sonderantriebe für den europäischen Markt entwickelt und hergestellt werden. Die Umwandlung zur Aktiengesellschaft erfolgte im Jahr 1999, deren Umwandlung zur Societas Europaea (SE) im Dezember 2019. Die Interglobal Industrieholding GmbH im Besitz von Reinhard Ernst verkaufte im Dezember 2016 ihre Mehrheitsanteile der Harmonic Drive SE an die Harmonic Drive Systems Inc. mit Sitz Tokio. Mit Wirkung vom 22. März 2017 wurde der Anteilsverkauf abgeschlossen.

## Beteiligungsstruktur
- Harmonic Drive Systems Inc. Tokio, Japan (74,7 %)[4]
- Innovation Network Corporation of Japan Tokio, Japan (25,3 %)

## Produkte

### Einbausätze
Die Einbausätze sind in unterschiedlichen Baureihen und in zahlreichen Baugrößen erhältlich.

### Units
Harmonic Drive Units bestehen aus einem Einbausatz, kombiniert mit einer kippsteifen Abtriebslagerung. Sie stellen somit Getriebeeinheiten dar, die für die Integration in Maschinen vorgesehen sind.

### Getriebeboxen
In Harmonic-Drive-Getriebeboxen ist ein Einbausatz in einem Gehäuse mit einem Abtriebsflansch oder einer Abtriebswelle kombiniert.

### Planetengetriebe
Für den Untersetzungsbereich kleiner 30:1 sind die Harmonic Planetengetriebe in verschiedenen Bauausführungen und unterschiedlichen Genauigkeitsklassen verfügbar.

### Servomotoren, -antriebe und -regler
Harmonic-Drive-Servoantriebe sind eine Kombination aus Präzisionsgetrieben mit speziell abgestimmten Motoren in AC- oder DC-Technik. Sie sind für Anwendungen mit hohen Anforderungen an Drehmomentkapazität, Präzision und Kompaktheit ausgelegt. Ergänzt wird das Lieferprogramm durch den volldigitalen Servoregler. Die Motoreinbausätze werden nach Kundenspezifikation mit Sensoren für Position, Drehzahl, Beschleunigung und Drehmoment gefertigt und bieten die Möglichkeit einer Integration in die Maschinenumgebung.

### Sonderantriebe
Sonderantriebe werden in unterschiedlichen Konfigurationen für rotatorische und lineare Bewegungen angeboten.

## Anwendungen
Besondere Einsatzbereiche sind die Robotik, der Maschinenbau, die Luft-, und Raumfahrt sowie die Halbleitertechnik und die Medizintechnik.
So wurden die Getriebe der Harmonic Drive SE bei den Marssonden Spirit und Opportunity eingesetzt. Auch an Bord des Airbus A380 sowie der gesamten Airbus-Familie sind Harmonic-Drive-Produkte verbaut. Weitere Anwendungsbereiche sind Werkzeug-, Verpackungs- und Druckmaschinen sowie Mess-, Glas- und Holzbearbeitungsmaschinen. In der Nachrichtentechnik werden ebenfalls Harmonic-Drive-Produkte eingesetzt.